# Махнович, Василий Данилович
Василий Данилович Махнович (бел. Васіль Данілавіч Махновіч, 20 октября 1924, д. Ворожбиты, Берёзовский район, Брестская область 2007, Брест) — Герой Социалистического Труда.

## Биография
Участник Великой Отечественной войны. В 1944 году в боях под Варшавой был тяжело ранен. В 1950 году пришёл работать в сторительный трест № 8 города Бреста. Овладел профессиями каменщика, плотника, бетонщика, монтажника. Через три года возглавил комплексную строительную бригаду.
Строители работали по методу бригадного подряда. Бригада В. Д. Махновича построила около ста объектов, в том числе акушерский комплекс по улице Халтурина, терапевтический комплекс областной больницы, противотуберкулёзный диспансер, медицинское училище, восемь детских садов, шесть средних школ. Бригадой возведены объекты на чулочном и ковровом комбинатах, построены здания 2-х проектных институтов, областного управления Министерства внутренних дел и более 100 тыс. квадратных метров жилья.
Указом Президиума Верховного Совета СССР от 7 мая 1971 года за достижение высоких производственных показателей Махновичу Василию Даниловичу присвоено звание Героя Социалистического Труда с вручением ордена Ленина и медали «Серп и Молот».
В. Д. Махнович награждён двумя орденами Трудового Красного Знамени, орденом Отечественной войны 1-й степени, медалями, в том числе — медалью «За отвагу». Заслуженный наставник рабочей молодёжи БССР (1981).
В 1985 году Василий Данилович вышел на пенсию. Жил в Бресте.
Звание «Почётный гражданин города Бреста» присвоено в 1978 году.